# Meurtres du lac de Smilkovci
Les meurtres du lac de Smilkovci (en Macédonien : Убиствата  Смилковско езеро), est une série d'assassinats ayant coûté la vie de cinq civils d'origine macédonienne qui a eu lieu le 12 avril 2012. Ils ont été abattus près d'un lac artificiel près du village de Smilkovci, à l'extérieur de la capitale macédonienne Skopje. Selon le ministère macédonien de l'Intérieur, l'attaque a été menée dans l'intention de « susciter la peur et l'insécurité » et le ministère l'a qualifiée d'« acte terroriste délibéré visant à déstabiliser le pays ». Le Comité d'Helsinki pour les droits de l'homme a critiqué le ministère pour avoir jugé prématurément les suspects coupables.
Ces meurtres ont provoqué des tensions ethniques entre Macédoniens et Albanais. En 2014, six accusés ont été condamnés à la réclusion à perpétuité. Un accusé a été libéré en raison du manque de preuves. En 2017, la Cour suprême de Macédoine a annulé les condamnations et ordonné un nouveau procès pour erreurs de procédure. En 2021, cinq hommes ont été une fois de plus reconnus coupables et condamnés à des peines allant de neuf ans à la réclusion à perpétuité.

## Meurtres
Cinq Macédoniens ont été tués le 12 avril 2012, à la veille de la Pâques orthodoxe,. Les meurtres ont eu lieu entre 19 h 30 et 22 h 30. Quatre des cinq hommes tués avaient entre 18 et 20 ans, et le cinquième avait 45 ans. Trois des victimes étaient originaires de Radišani, une de Ljuboten et une de Creševo. La police a découvert leurs corps près du lac Smilkovci, près de Skopje, en Macédoine (aujourd'hui Macédoine du Nord ). Le corps de l'homme de 45 ans a été retrouvé à une courte distance des autres. Leurs corps avaient été alignés et les personnes semblaient avoir été exécutées.

### Réactions et premiers enquêtes de la police
Une journée de deuil a été déclarée dans la municipalité de Butel et les drapeaux étaient en berne sur la mairie pendant que les cinq victimes étaient enterrées. L'autopsie a montré que les victimes avaient été abattues à bout portant. Après avoir entendu parler des meurtres, des foules en colère ont bloqué l'autoroute près du lac Smilkovci. La ministre de l'Intérieur Gordana Jankuloska a déclaré lors d'une conférence de presse que « plusieurs personnes » avait tué cinq pêcheurs et que « à ce stade, nous [la police] ne sommes toujours pas en mesure de dire que les meurtres étaient liés à l'origine ethnique car la police n'a aucun suspect ». Le président macédonien Gjorge Ivanov a appelé à la « retenue et à la responsabilité » et a exprimé ses condoléances.
Le 15 avril 2012, une voiture Opel Omega a été retrouvée près du lieu du crime. Le ministre de l'Intérieur a déclaré que la police disposait du « profil » des tueurs mais ne les avait pas identifiés. Certains experts ont qualifié ces meurtres d’acte terroriste visant à déstabiliser le pays.

### OpérationMonstre
Aux premières heures du 1er mai 2012, environ 600 policiers ont effectué des perquisitions dans plusieurs propriétés et arrêté 20 personnes pour diverses accusations. La ministre macédonienne de l'Intérieur, Gordana Jankuloska, a affirmé que les auteurs des meurtres étaient des terroristes islamistes radicaux, dont certains avaient combattu au Pakistan et en Afghanistan. Les arrestations ont eu lieu dans les villages de Šuto Orizari, Jaja Paša et Aračinovo, et des armes ont été trouvées dans les résidences des suspects,. La police a eu recours à la surveillance et aux écoutes téléphoniques pendant l'opération. Afrim Ismailoviq (alias Afrim Ismaili), Agim Ismailoviq (alias Agim Ismaili), Alil Demiri, Fejzi Aziri et Rami Sejdi ont été inculpés de terrorisme par le ministère de l'Intérieur. Aux domiciles des collaborateurs des terroristes, la police a trouvé des armes, des munitions, des vêtements de camouflage militaires et des albums photo,. Le 3 mai 2012, 13 des 20 suspects arrêtés ont été libérés et des accusations ont été portées contre quatre autres pour possession illégale d’armes.

### Manifestations
Des manifestations ont été organisées dans des villes et villages à travers la Macédoine, dont deux ont dégénéré en violences : dans le village de Smiljkovci et dans la ville de Skopje. La manifestation de Skopje a été organisée par des jeunes qui voulaient défiler dans la municipalité de Saraj, où vit une majorité d'origine albanaise. Les manifestants ont été arrêtés par la police. Les manifestants ont été enregistrés en train de scander : « Un bon Albanais est un Albanais mort » et « Des chambres à gaz pour les Albanais »,. Le 18 avril 2012, des manifestants macédoniens ont défilé dans la rue principale de Širok Sokak à Bitola et ont allumé des bougies pour les victimes sous la tour de l'horloge de la ville, dans le centre-ville de la capitale.

## Réaction à l'opérationMonstre
Le 4 mai 2012, plus de 10 000 Albanais de souche ont manifesté à Skopje pour exiger un procès équitable pour les cinq personnes inculpées. Les manifestants scandaient « Allah est grand » et « Les Albanais sont des musulmans, pas des terroristes ». Des jeunes ont jeté des pierres sur la police. Certains manifestants ont qualifié le Premier ministre macédonien Nikola Gruevski de « terroriste ». Des musulmans de plusieurs mosquées de Skopje ont manifesté. Portant le drapeau vert de l'Islam, ainsi que le drapeau de la Turquie et le drapeau de l'Arabie Saoudite, ils ont crié contre les chrétiens et accusé le gouvernement de piéger des musulmans innocents. Les manifestants ont brisé les vitres de plusieurs bâtiments et ont jeté des pierres sur le bâtiment du gouvernement et les bureaux de l'Union démocratique pour l'intégration (DUI), ainsi que sur la municipalité de Čair, dirigée par la DUI.
Le 11 mai 2012, les manifestations ont repris, avec la participation de 5000 à 10 000 Albanais de souche. Outre Skopje, des manifestations ont également eu lieu à Tetovo, Gostivar, Kičevo et Kumanovo. Il y a eu à nouveau des affrontements avec la police, des attaques contre des journalistes, ainsi que des jets de pierres contre des bureaux du gouvernement et des partis politiques. Les manifestants ont déployé des drapeaux saoudiens et certains portaient des t-shirts avec des inscriptions telles que « l’Islam dominera le monde ». Les manifestants ont scandé « UÇK », « Rendez-vous dans les montagnes » et « Grande Albanie » et ont jeté des pierres sur la police. Les Albanais ont manifesté devant le bâtiment du gouvernement à Skopje, exigeant des procès équitables pour les accusés. Arborant des drapeaux albanais, ils ont crié « Les Albanais ne sont pas des terroristes », « Nous ne sommes pas des terroristes, nous sommes des Albanais », « Grande Albanie », « Mourez, infidèles » et « meurtriers », et ont brisé les vitres des bureaux du gouvernement et des tribunaux. Six policiers, un journaliste et un caméraman ont été blessés. Les manifestants portaient également des banderoles accusant les Serbes et les Macédoniens d’être responsables des meurtres,. Des manifestations de moindre ampleur ont également eu lieu devant l'ambassade de Macédoine à Tirana. Les Macédoniens ethniques ont également organisé des contre-manifestations, mais elles étaient de moindre ampleur. Plusieurs manifestants ont également été inculpés pour les attaques contre la police et les journalistes. Ni la communauté islamique ni les principaux partis politiques albanais n’ont soutenu les manifestations,.
Le lendemain, le parlementaire républicain américain Joseph J. DioGuardi, d'origine albanaise, déclarait : « Les gouvernements macédonien et serbe ont élaboré un plan top secret bien orchestré, visant à compromettre et à salir le peuple albanais, épris de liberté, devant l'opinion publique mondiale. Les Albanais sont soumis à des tortures brutales qui ont pris des connotations ultranationalistes. Le peuple albanais n'est pas terroriste. » Selon le Comité d'Helsinki pour les droits de l'homme, le ministère de l'Intérieur « a fait pression sur les médias et les tribunaux » en jugeant prématurément les suspects « coupables du crime, ce qui n'est pas conforme aux normes européennes ».

## Procès
Sami Ljuta a été arrêté le 29 août 2013 en tant qu'associé présumé des terroristes. Le 30 juin 2014, Alil Demiri, Afrim Ismailovic, Agim Ismailovic, Fejzi Aziri, Haki Aziri et Sami Ljuta ont été reconnus coupables des meurtres et condamnés à la perpétuité pour terrorisme. Un septième homme, Rami Sejdi, initialement accusé d'association terroriste, a été acquitté. Alil Demiri et Afrim Ismailovic ont été condamnés par contumace parce qu'ils étaient emprisonnés au Kosovo et purgeaient des peines de prison pour possession illégale d'armes. Selon les accusations, les deux fugitifs, Alil Demiri et Afrim Ismailovic, ont tué les cinq Macédoniens avec des fusils automatiques, tandis que les cinq autres hommes leur fournissaient un soutien logistique avec des armes notamment. Concernant les condamnations, le politologue Florian Bieber a écrit : « L'accusation a imputé les meurtres à une orientation islamiste, bien que les motivations religieuses et nationalistes albanaises se confondent. Mais son dossier était essentiellement circonstanciel et il n'a pas pu établir de preuves claires du fondamentalisme présumé des accusés ni de leur culpabilité, s'appuyant fortement sur la déclaration d'un témoin protégé. » 
En juillet 2012, plusieurs milliers de manifestants albanais se sont affrontés à la police anti-émeute à Skopje lors d'un rassemblement contre les condamnations. Les manifestants portaient des banderoles sur lesquelles étaient inscrits « Nous ne sommes pas des terroristes » et « Nous voulons simplement de la justice », et scandaient des slogans accusant Jankuloska d'être le véritable terroriste et appelant à un État de « Grande Albanie ». Les manifestants ont jeté des pierres à l'extérieur du palais de justice principal, mais la police les a empêchés d'atteindre le bâtiment du gouvernement et les a forcés à retourner dans la municipalité de Cair, dominée par les Albanais, où des affrontements sporadiques ont continué. 20 policiers et plusieurs manifestants ont été blessés. L'affaire a été portée en appel, mais la cour d'appel a confirmé les peines en décembre 2015.

## Nouveau procès
En octobre 2017, le parquet a demandé à la Cour suprême de mettre fin aux peines de prison à vie, invoquant de nouvelles circonstances et de nouvelles preuves. La Cour suprême a renvoyé l'affaire devant la Cour de première instance en décembre de la même année,. Un nouveau procès a commencé en mai 2018. En février 2021, Agim et Afrim Ismailovic, Alil Demiri et Fejzi et Haki Aziri ont été une fois de plus reconnus coupables par le tribunal pénal de Skopje. Agim et Afrim Ismailovic et Alil Demiri ont été condamnés à la prison à vie. Fejzi et Haki Aziri ont été condamnés respectivement à 15 et 9 ans de prison. Un sixième accusé, Samir Ljuta, a été acquitté d'avoir aidé à commettre le crime après que les procureurs ont retiré toutes les charges retenues contre lui en raison du manque de preuves. Seul Agim était présent lors du procès, tandis que les autres ont été condamnés par contumace. Le motif des meurtres n’a jamais été déterminé. Des manifestations ont éclaté à Skopje contre les condamnations après le verdict, avec la participation des amis et des membres de la famille des condamnés. Sept policiers ont été blessés lors des manifestations. Les manifestants ont crié « Dictature » et exigé l’ouverture des bureaux du gouvernement. Les équipes de journalistes ont également été attaquées par les manifestants. Certains manifestants portaient également des drapeaux albanais et criaient « Grande Albanie ». Demiri a été arrêté au Kosovo en août 2023, son arrestation étant fondée sur un mandat d'arrêt international émis par la Macédoine du Nord. Cependant, il a été libéré. La Macédoine du Nord a déposé plusieurs demandes d’extradition au Kosovo concernant Demiri et Ismailovic.

## Culture populaire
Le film macédonien, When the Day Had No Name, est inspiré de l'événement.